# КК Слога Баточина
КК Слога је српски кошаркашки клуб из Баточина. Тренутно се такмичи у Првој регионалној лиги Запад, трећем такмичарском нивоу кошаркашког савеза Србије, након што је у сезони 2024/25. освојила прво место у Другој регионалној лиги Запад. Највећи успех клуба био је пласман у Прву српску лигу, а велике успехе остварио је у млађим категоријама.

## Историја

### Почеци
Кошаркашки клуб Слога основан је 1974. године. О самом оснивању клуба нема много сачуваних података. Темељи организовања озбиљног клуба почињу доласком Миодрага Кочановића на чело овог спортског колектива крајем седамдесетих година. Прве две године игра као тренер и играч. Након две године одлучује да престане да игра кошарку и посвећује се тренерском позиву. То је била одлука која ће имати пресудан утицај на спорт у овом малом шумадијском месту. Тада први пут у историји, клуб почиње да ради са децом и то ће бити оно по чему ће Слога бити позната у Србији. Та база играча коју је Миодраг створио и почео да тренира почеће да доноси успехе у последњој деценији XX века.

### Слогин „дрим тим“ – сезона 1995.
Са играчима који су поникли у клубу осамдесетих година XX века, Слога је имала неколико покушаја да се у сениорској конкуренцији пласира у Прву српску лигу. То је успела на најбољи могући начин у сезони 1994/95. Сезону је завршила са свих 24 победа, иако је током сезоне промењен систем и уместо једног круга, направљен је додатни који су играла четири најбое екипе. То није имало утицаја на изабранике Миодрага Кочановића и тиме су исписали најлепше стране историје баточинске кошарке.
За чувени „дрим-тим“ тада су наступали: Зоран Милановић, Слађан Мијаиловић, Бобан Алексић, Дејан Николић, Зоран Велић, Дејан Вучковић, Иван Ђиновић, Владимир Милутиновић, Војкан Каличанин, Игор Јокић и Зоран Савић „Гизда“.

### Летња лига 1998 и 1999. године
Након две године играња у Првој српској лиги са много богатијим клубовима, испали су из лиге. Тада је одлучено да клуб направи паузу у сениорском такмичењу. Након две године паузе, поново је формиран сениорски тим који је такмичење почео од Летње лиге. Екипа је подмлађена, уз двојицу искусних играча: Слађана Мијаиловића и Ивана Јовановића који су играли 1995. године када је остварен највећи успех. Циљ је био да се разиграју дечаци рођени 1980 – 1984. године пребачени из кадетског и јуниорског састава. Последица такве одлуке билa је да је Слога забележила само две победе.
Након престанка бомбардовања Савезне Републике Југославије у јуну 1999. године живот се враћао у нормалу. У лето те године Слога се такмичила у Летњој лиги, а један од циљева био је да се пласирају у Другу српску лигу. За Слогу су тада наступали домаћи играчи: Зоран Милановић, Слађан Мијаиловић, Иван Јовановић, Предраг Огњеновић, Ненад Огњеновић, Ненад Петровић, Милан Николић, Никола Кочановић, Дејан Орловић, Предраг Николић, Жарко Видовић и браћа Горан и Дејан Марковић из Раче.
У такмичењу летње лиге „Региона 5“ Слога је импресивно обезбедила пласман у виши ранг са само два пораза од Мораве из Велике Плане и Прве Петолетке из Трстеника. Заједно са кошарким клубом „Морава“ из Велике Плане која је освојила друго место пласирала се у Другу српску лигу. Колико је јака била конкуренција, говори податак да је тада за Плану наступао Владимир Тица као позајмљени играч Црене звезде. Тако је нова генерација којој је тренер Миодраг Кочановић дао шансу годину дана раније оправдала његова очекивања.

### Друга српска лига Запад 1999/00
Након успешне Летње лиге, током јесени 1999. године Слога је требала да отпочне такмичење у Другој српској лиги, група „Запад“. Састав није много промењен у односу на екипу која је изборила такмичење у овом рангу. Иван Јовановић није био у саставу, а уместо њега играли су кадетски репрезентативац Марко Митровић који је играо на двојну регистрацију за крагујевачку Заставу и једини „странац“ у екипи, крагујевчанин Жарко Ђорђевић. Поред њих још су naступали: Ненад Огњеновић, Предраг Огњеновић, Дејан Орловић, Никола Кочановић, Жарко Видовић, Милан Николић, Ненад Петровић и Предраг Николић. Велику сигурност екипи давали су тада већ ветерани Слађан Мијаиловић и Зоран Милановић, као и браћа Дејан и Горан Марковић из Раче. 
Лига је била изузетно јака. Подељена је у две групе са по осам тимова. По четири најбоље пласиране екипе улазиле су у плеј оф, а међу њима је била и Слога. Иако је пре сезоне главни циљ био опстанак Слога је након 14. кола заузела друго место иза Гоше из Смедеревске Паланке, а испред Маратона из Јагодине, Мораве из Велике Плане, Јагодине, Страгара, Свилајнца и Младог радника из Пожаревца. Пласманом међу четири најбоље екипе обезбеђен је пласман у плеј-оф. У другом делу сезоне због недостатка амбиција, одустало се од уласка у виши ранг и резултати су сходно томе били слабији.
Године 2001 и 2002. стасава нова успешна генерација коју су предводили Урош Николић и Андреја Милутиновић који ће након одласка из клуба оставити трага у највећим српским и европским клубовима. Тих година остварени су најбољи резултати млађих селекција у историји клуба.
Сениорска екипа је након успешног такмичења у Летњој лиги поново изборила такмичење у Другој српској лиги. Из те екипе су и у овом рангу играли искусни играчи Зоран Милановић, Слађан Мијаиловић и Бобан Алексић, као и млађи Предраг и Ненад Огњеновић, Ненад Петровић, Жарко Видовић, Милан Николић, Никола Кочановић, Милан Павловић и Радосав Павловић. У септембарском прелазном року клуб су појачали крагујевчани Предраг Вучићевић, Марјан Милошевић и Иван Томић. Из друголигаша Заставе су на двојну регистрацију играли Марко Митровић и Никола Марковић. Екипу је и ове сезоне предводио Миодраг Кочановић, а службени представници били су Томислав Мишић, Дарко Марковић, Саша Ристовић, Драшко Павловић, Велимир Митровић. О здрављу играча рачуна су водили доктори Бранислав Младеновић и Дејан Миленковић, а физиотерапеут је био Александар Мишић.
Клуб је на почетку сезоне забележио три пораза, а прву победу остварио је у четвртом колу пред својом публиком против Новог Пазара. У сали Основне школе „Свети Сава“, изабраници тренера Миодрага Кочановића победили су са 83:72. Након прве победе уследио је низ од 6 утакмица без победе, што је наговештавало велику борбу за опстанак. Петнаестог децембра у Баточини је гостовала екипа Прибоја. Незадовољни суђењем, утакмица је прекинута, а због инцидената на тој утакмици Слога је убрзо избачена из лиге и на неславан начин завршила сезону након само 11 утакмица. Због забране играња коју је добио тренер Миодраг Кочановић и петорица играча, Слога је била приморана да се на неколико година повуче из сениорских такмичења.

### Повратак сениорској конкуренцији након шеснаест година
Након дуге паузе у сезони 2018/19 Слога је поново почела да се такмичи у сениорској конкуренцији. Такмичење су почели од Летње лиге у којој су осим Слоге учествовала још 4 клуба: Шумадија из Аранђеловца, Крушевац, Гоч и Баскет из Врњачке Бање. Освојено је треће место и Слога се већ у првој сезони од повратка у сениорско такмичење пласирала у виши ранг - Другу српску лигу „Запад“. 
Екипа је играла добро и након 8 кола била је у врху са 4 победе и исто толико пораза. Након паузе, уследио је период лоших резултата и Слога је везала 10 пораза. Лоша серија је прекинута победом у Аранђеловцу, али је након тога везала још три пораза и завршила сезону на последњем 12. месту. Табела би изгледала другачије да Слоги није одузет бод због неодласка у Косовску Митровицу на утакмицу против Трепче. Слога је сезону завршила са 5 победа и 17 пораза колико је имао и десетопласирани Бане, а Стари Рас је завршио на 11. месту, иако је имао победу мање у односу на Слогу.
Наредне три године Слога је увек завршавала у плеј-офу, а најбољи резултат им је био 3. место у сезони 2019/20. После 4. одиграна кола у сезони 2022/23, екипу је појачао Рашко Катић, некадашњи репрезентативац Србије и бивши играш Црвене звезде и Партизана. То је показало да Слога има највише амбиције. Наредне две сезоне екипа је завршвала на другом месту. На почетку сезоне 2024/25, поред Рашка Катића екипу је појачао Марко Ђерасимовић, који је претходну сезону као капитен предводио екипу Радничког у Кошаркашкој лиги Србије. Слога је такмичење завршила са само једним поразом и после 26 година се пласирала у Прву српску лигу.

## Новији резултати
| Сез.     | Ранг | Лига Србије                             | Позиција  | Плеј-оф  | Плеј-аут |
| -------- | ---- | --------------------------------------- | --------- | -------- | -------- |
| 2018/19. | 4.   | Друга регионална лига Запад 2           | 12. место | —        | —        |
| 2019/20. | 4.   | Друга регионална лига Запад 2 − група Б | 2. место  | 3. место | —        |
| 2020/21. | 4.   | Друга регионална лига Запад 2 − група Б | 7. место  | —        | 2. место |
| 2021/22. | 4.   | Друга регионална лига Запад 2 − група Б | 3. место  | 5. место |          |

## Познати играчи
- Рашко Катић
- Урош Николић
- Андреја Милутиновић